# Волжск (станция)
Волжск — станция Казанского региона Горьковской железной дороги — филиала ОАО «РЖД», расположена в городе Волжск Республики Марий Эл, Россия. Конечная станция электрифицированной линии Зелёный Дол — Волжск. По станции осуществляются пригородные перевозки. Также к станции примыкают подъездные пути марийского целлюлозно-бумажного комбината.

## Галерея

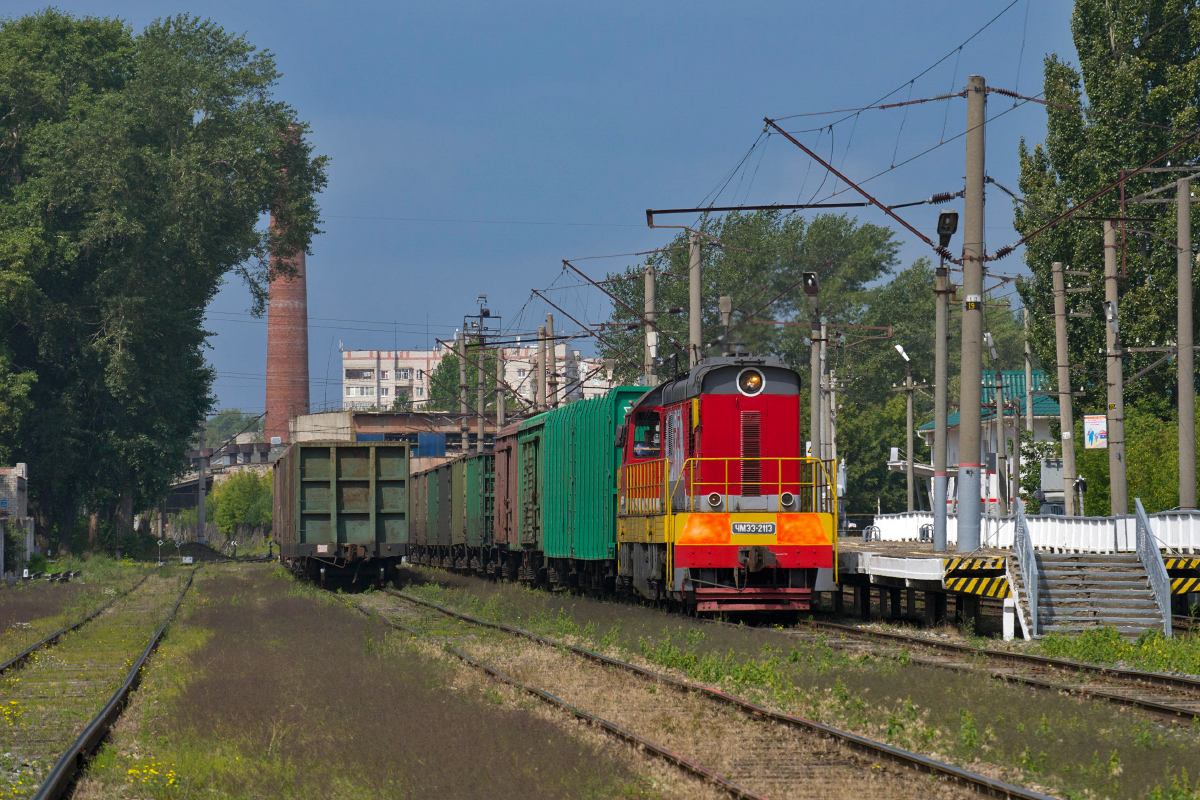
Тепловоз ЧМЭ3-2113 с вагонами на станции Волжск
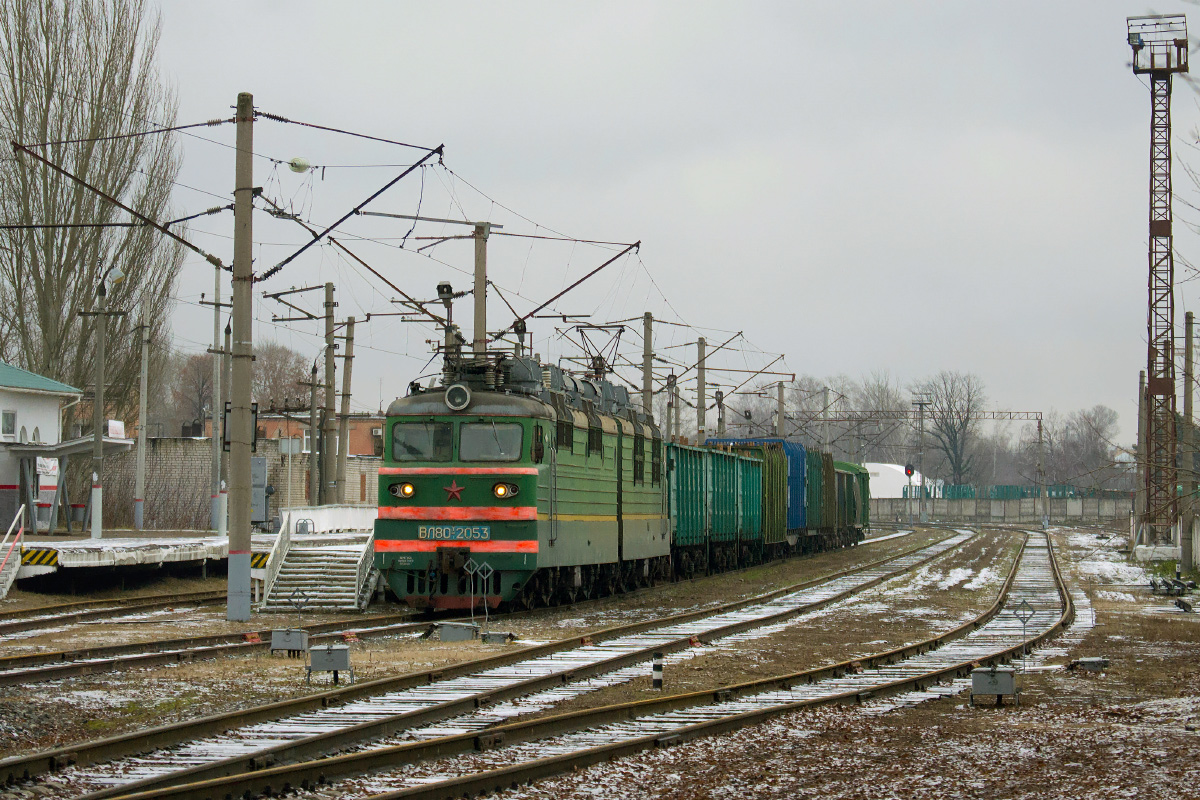
Электровоз ВЛ80Т-2053 с вагонами на станции Волжск
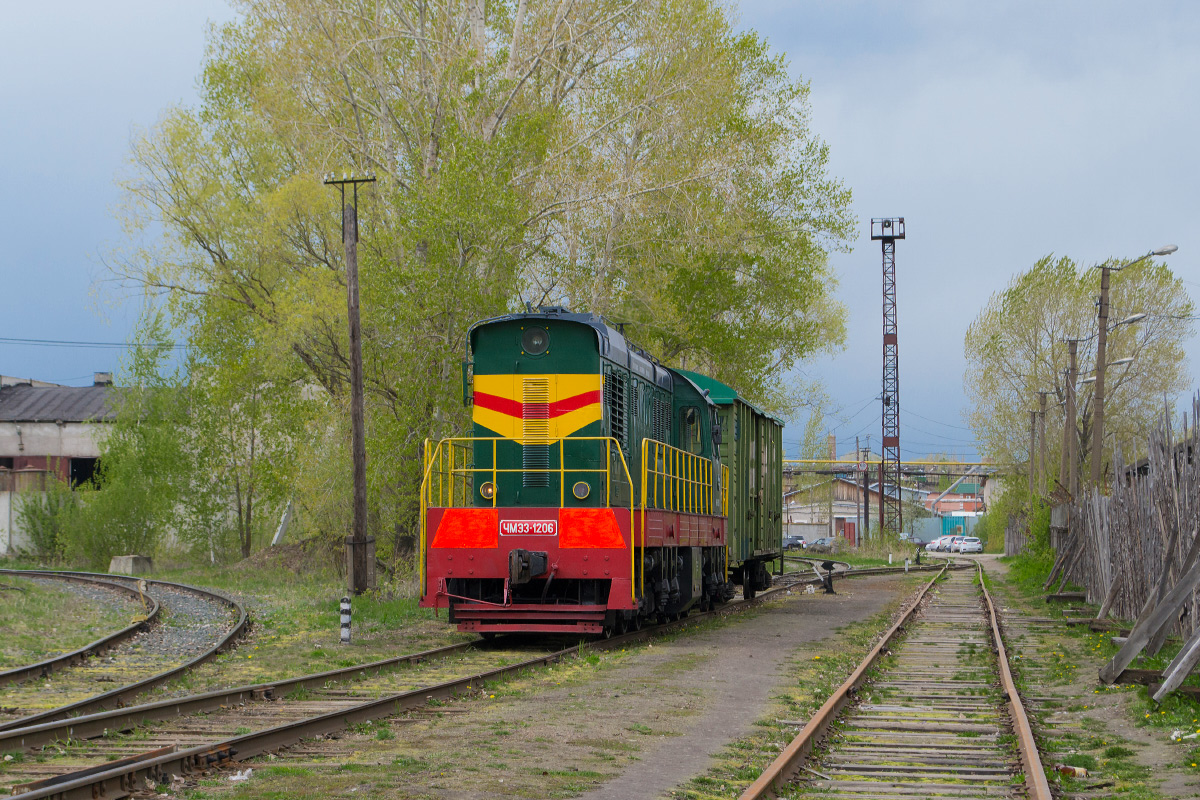
Тепловоз ЧМЭ3-1206 с крытым вагоном на станции Волжск
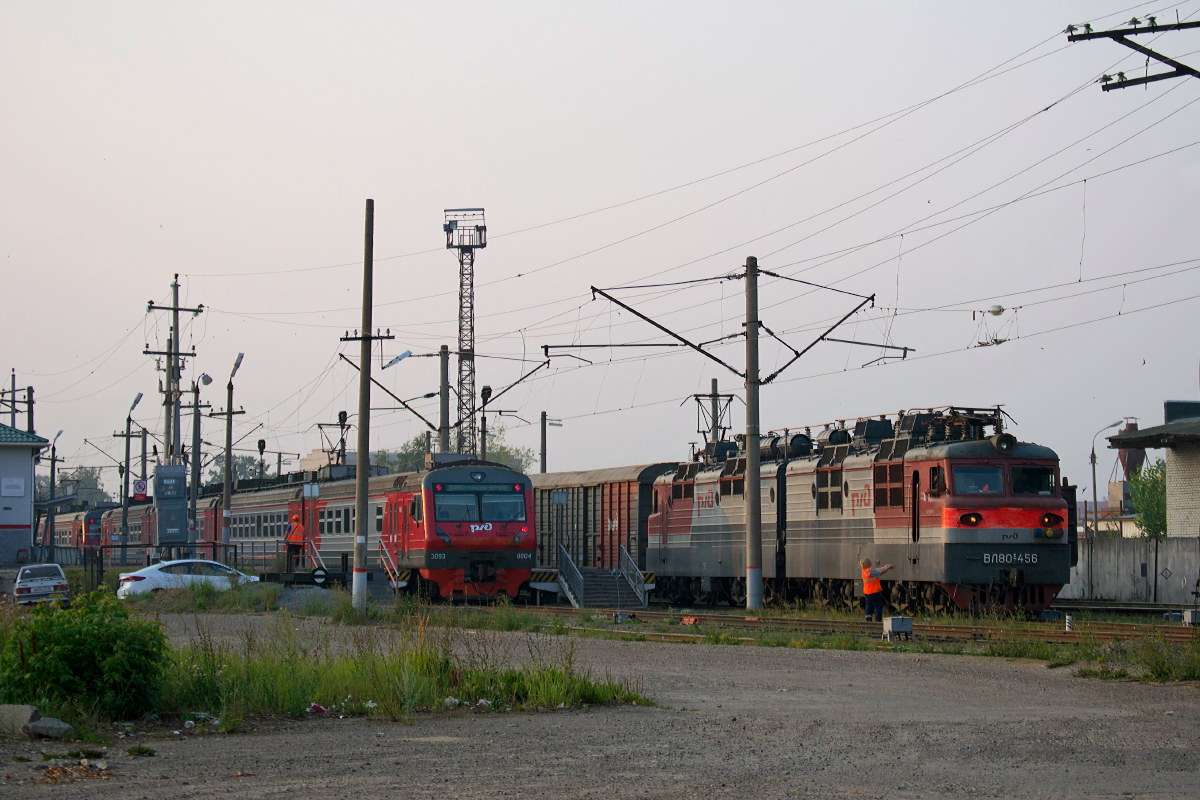
Электропоезд ЭД9Э-0004 и электровоз ВЛ80С-456 с грузовым поездом на станции Волжск
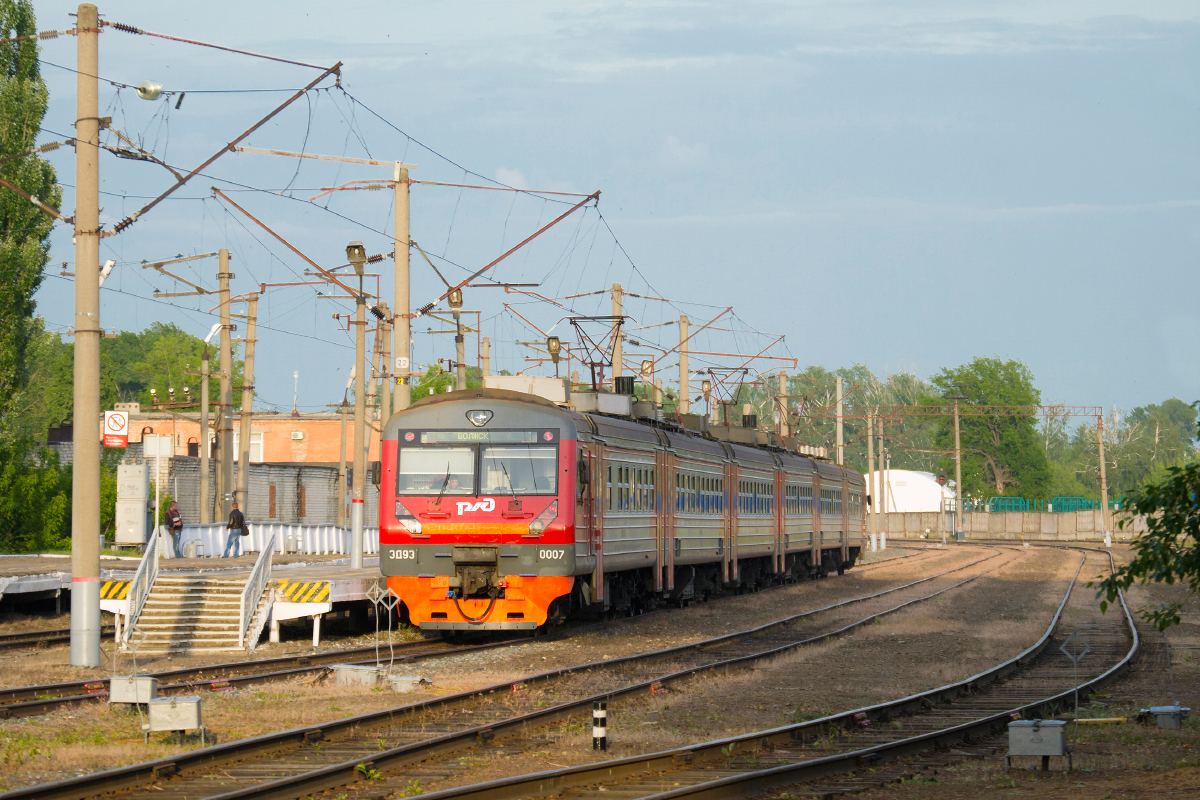
Электропоезд ЭД9Э-0007 на станции Волжск